# Troya
Troya is een geslacht van hooiwagens uit de familie Cranaidae.
De wetenschappelijke naam Troya is voor het eerst geldig gepubliceerd door Roewer in 1919. 

## Soorten
Troya is monotypisch en omvat slechts de volgende soort:
- Troya riveti